# Michael O’Rahilly

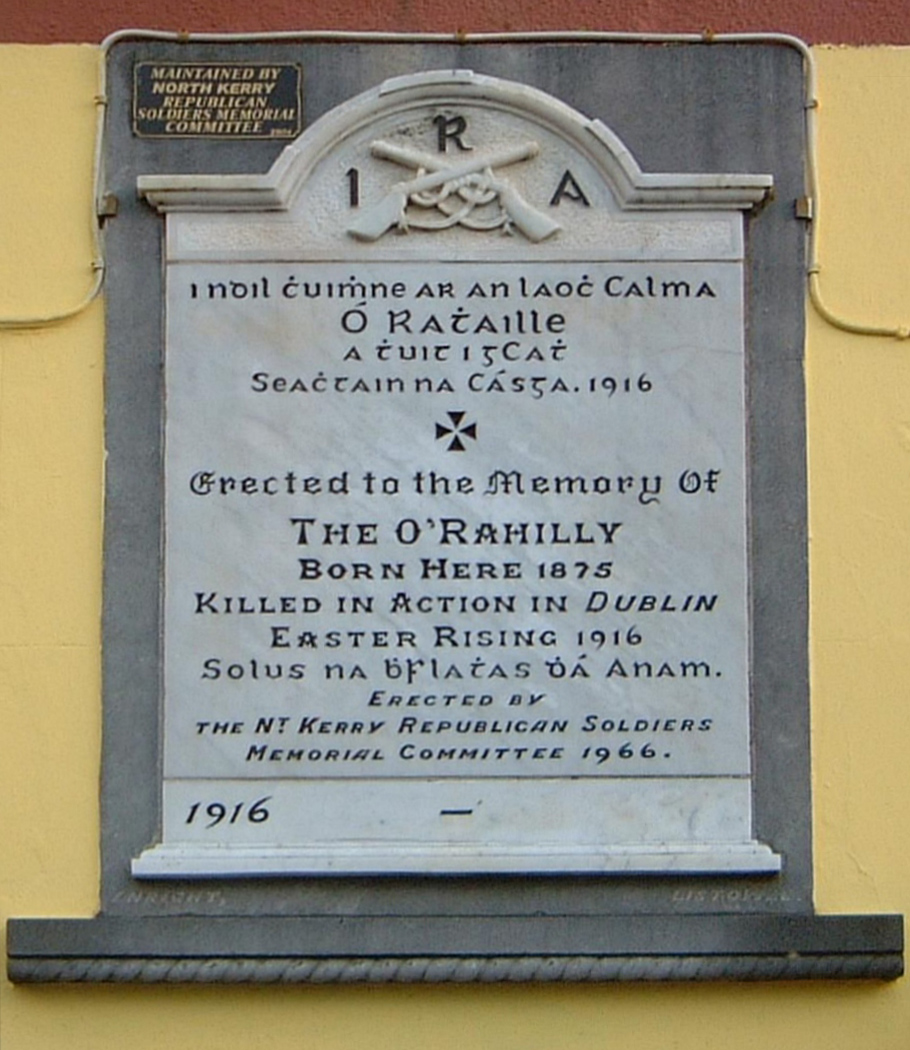
Pamiątkowa tablica w Ballylongford

Michael Joseph O’Rahilly (irl. Mícheál Seosamh Ó Rathaille), również The O’Rahilly (ur. 22 kwietnia 1875 w Ballylongford, zm. 29 kwietnia 1916 w Dublinie) – irlandzki republikanin, współzałożyciel ruchu Irlandzkich Ochotników.
Zginął w czasie powstania wielkanocnego podczas wyprowadzania z gmachu płonącej Poczty Głównej oddziału Ochotników.